# Südkoreanische Badmintonmeisterschaft 1984
Die Südkoreanische Badmintonmeisterschaft 1984 fand vom 6. bis zum 8. Dezember 1984 in Chungju statt. Es war die 27. Auflage der Titelkämpfe.

## Austragungsort
- Chungju Technical High School Gym

## Medaillengewinner
| Disziplin    | Gold                        | Silber                         | Bronze                        |
| ------------ | --------------------------- | ------------------------------ | ----------------------------- |
| Herreneinzel | Park Joo-bong               | Kwak Chan-ho                   | Park Sung-bae                 |
| Herreneinzel | Park Joo-bong               | Kwak Chan-ho                   | Lee Deuk-choon                |
| Dameneinzel  | Kim Yun-ja                  | Yoo Sang-hee                   | Hwang Hye-young               |
| Dameneinzel  | Kim Yun-ja                  | Yoo Sang-hee                   | Chung So-young                |
| Herrendoppel | Park Joo-bong Sung Han-kuk  | Lee Sang-bok Im Byung-soo      | Kim Jae-duk Park Sung-bae     |
| Herrendoppel | Park Joo-bong Sung Han-kuk  | Lee Sang-bok Im Byung-soo      | Lee Deuk-choon Hwang Sang-kyu |
| Damendoppel  | Hwang Hye-young Park Mi-suk | Kim Yun-ja Yoo Sang-hee        | Lee Myung-sun Chung Myung-hee |
| Damendoppel  | Hwang Hye-young Park Mi-suk | Kim Yun-ja Yoo Sang-hee        | Chung So-young Jo Hee-young   |
| Mixed        | Park Joo-bong Cho Geum-shin | Lee Deuk-choon Hwang Hye-young | Sung Han-kuk Song Kyung-ja    |
| Mixed        | Park Joo-bong Cho Geum-shin | Lee Deuk-choon Hwang Hye-young | Choi Byung-hak Chung So-young |